# Butler, Ohio
Butler är en ort i Richland County i delstaten Ohio, USA.